# Campeonato Catarinense de Futebol de 2019 - Série A
O Campeonato Catarinense de Futebol da Série A de 2019, ou Catarinense Sicoob 2019, por motivos de patrocínio, foi a 94ª edição da principal divisão do futebol catarinense. Houve uma mudança na fórmula de disputa em relação ao ano anterior. O campeonato foi disputado em duas fases. A primeira fase, foi disputada por dez equipes em pontos corridos com turno e returno. As quatro equipes que somaram mais pontos ao final das dezoito rodadas avançaram à semifinal, em jogo único, com uma única vantagem ao time com melhor campanha: o mando da decisão. Quem venceu, avançou à final que também foi disputada em jogo único com mando para o time de melhor campanha.

## Regulamento

Logo alternativo do Campeonato Catarinense de 2019, sem o patrocinador.

Nesta edição, o Campeonato Catarinense será disputado em duas fases. A primeira fase, será disputada por 10 clubes em dois turnos. Em cada turno, todos os times jogam entre si uma única vez. Os jogos do segundo turno serão realizados na mesma ordem do primeiro, apenas com o mando de campo invertido. Não há campeões por turnos, e os quatro clubes com a maior pontuação, disputarão a semifinal do campeonato, todos em partida única.
A final será disputada entre os dois vencedores da semifinal, que jogarão entre si, um único jogo, sendo mandante da única partida, o clube que obtiver a melhor campanha em todo o campeonato, cujo vencedor da disputa será considerado o campeão da competição. Se o jogo terminar empatado, para se conhecer o vencedor da disputa, haverá a disputa de pênaltis, na forma estabelecida pela International Board.
Ao final da competição, os 3 primeiros times se classificarão à Copa do Brasil de 2020, os três mais bem colocados que não disputam alguma divisão do Campeonato Brasileiro garantirão uma vaga na Série D de 2020, e os dois últimos serão rebaixados para a Série B de 2020.

### Critérios de desempate
Em caso de empate por pontos entre dois ou mais clubes, os critérios de desempate são aplicados na seguinte ordem:
1. Número de vitórias;
2. Saldo de gols;
3. Gols pró;
4. Confronto direto;
5. Menor número de cartões vermelhos;
6. Menor número de cartões amarelos;
7. Sorteio.

Com relação ao quarto critério (confronto direto), considera-se o resultado dos jogos somados, ou seja, o resultado de 180 minutos. Permanecendo o empate, o desempate se dará pelo maior número de gols marcados no campo do adversário. O quarto critério não será considerado no caso de empate entre mais de dois clubes.

## Equipes participantes
| Equipe        | Cidade        | Em 2018      | Estádio                            | Capacidade | Títulos (Último) |
| ------------- | ------------- | ------------ | ---------------------------------- | ---------- | ---------------- |
| Avaí          | Florianópolis | 6º           | Ressacada                          | 17 826     | 16 (2012)        |
| Brusque       | Brusque       | 7º           | Augusto Bauer                      | 5 000      | 1 (1992)         |
| Chapecoense   | Chapecó       | 2º           | Arena Condá                        | 20 089     | 6 (2017)         |
| Criciúma      | Criciúma      | 4º           | Heriberto Hülse                    | 19 900     | 10 (2013)        |
| Figueirense   | Florianópolis | 1º           | Orlando Scarpelli                  | 19 584     | 18 (2018)        |
| Hercílio Luz  | Tubarão       | 8º           | Aníbal Costa                       | 6 800      | 2 (1958)         |
| Joinville     | Joinville     | 5º           | Arena Joinville                    | 20 160     | 12 (2001)        |
| Marcílio Dias | Itajaí        | 2º (Série B) | Hercílio Luz                       | 6 010      | 1 (1963)         |
| Metropolitano | Blumenau      | 1º (Série B) | Complexo Esportivo Bernardo Werner | 3 624      | 0                |
| Tubarão       | Tubarão       | 3º           | Estádio Domingos Silveira Gonzales | 5 000      | 0                |

## Estádios
| Chapecoense | Joinville | Criciúma | Avaí                               |
| --- | --- | --- | ---------------------------------- |
| Arena Condá | Arena Joinville | Heriberto Hülse | Ressacada                          |
| Capacidade: 20 089 | Capacidade: 20 160 | Capacidade: 19 900 | Capacidade: 17 826                 |
| | | |                                    |
| Figueirense | \| Florianópolis Florianópolis: Avaí Figueirense Tubarão Tubarão: Tubarão Hercílio Luz Brusque Chapecoense Metropolitano Criciúma Marcílio Dias JoinvilleLocalização da sede dos clubes no estado. \| | \| Florianópolis Florianópolis: Avaí Figueirense Tubarão Tubarão: Tubarão Hercílio Luz Brusque Chapecoense Metropolitano Criciúma Marcílio Dias JoinvilleLocalização da sede dos clubes no estado. \| | Hercílio Luz                       |
| Orlando Scarpelli | \| Florianópolis Florianópolis: Avaí Figueirense Tubarão Tubarão: Tubarão Hercílio Luz Brusque Chapecoense Metropolitano Criciúma Marcílio Dias JoinvilleLocalização da sede dos clubes no estado. \| | \| Florianópolis Florianópolis: Avaí Figueirense Tubarão Tubarão: Tubarão Hercílio Luz Brusque Chapecoense Metropolitano Criciúma Marcílio Dias JoinvilleLocalização da sede dos clubes no estado. \| | Aníbal Costa                       |
| Capacidade: 19 584 | \| Florianópolis Florianópolis: Avaí Figueirense Tubarão Tubarão: Tubarão Hercílio Luz Brusque Chapecoense Metropolitano Criciúma Marcílio Dias JoinvilleLocalização da sede dos clubes no estado. \| | \| Florianópolis Florianópolis: Avaí Figueirense Tubarão Tubarão: Tubarão Hercílio Luz Brusque Chapecoense Metropolitano Criciúma Marcílio Dias JoinvilleLocalização da sede dos clubes no estado. \| | Capacidade: 3 570                  |
| | \| Florianópolis Florianópolis: Avaí Figueirense Tubarão Tubarão: Tubarão Hercílio Luz Brusque Chapecoense Metropolitano Criciúma Marcílio Dias JoinvilleLocalização da sede dos clubes no estado. \| | \| Florianópolis Florianópolis: Avaí Figueirense Tubarão Tubarão: Tubarão Hercílio Luz Brusque Chapecoense Metropolitano Criciúma Marcílio Dias JoinvilleLocalização da sede dos clubes no estado. \| |                                    |
| Brusque | \| Florianópolis Florianópolis: Avaí Figueirense Tubarão Tubarão: Tubarão Hercílio Luz Brusque Chapecoense Metropolitano Criciúma Marcílio Dias JoinvilleLocalização da sede dos clubes no estado. \| | \| Florianópolis Florianópolis: Avaí Figueirense Tubarão Tubarão: Tubarão Hercílio Luz Brusque Chapecoense Metropolitano Criciúma Marcílio Dias JoinvilleLocalização da sede dos clubes no estado. \| | Tubarão                            |
| Augusto Bauer | \| Florianópolis Florianópolis: Avaí Figueirense Tubarão Tubarão: Tubarão Hercílio Luz Brusque Chapecoense Metropolitano Criciúma Marcílio Dias JoinvilleLocalização da sede dos clubes no estado. \| | \| Florianópolis Florianópolis: Avaí Figueirense Tubarão Tubarão: Tubarão Hercílio Luz Brusque Chapecoense Metropolitano Criciúma Marcílio Dias JoinvilleLocalização da sede dos clubes no estado. \| | Estádio Domingos Silveira Gonzales |
| Capacidade: 5 000 | \| Florianópolis Florianópolis: Avaí Figueirense Tubarão Tubarão: Tubarão Hercílio Luz Brusque Chapecoense Metropolitano Criciúma Marcílio Dias JoinvilleLocalização da sede dos clubes no estado. \| | \| Florianópolis Florianópolis: Avaí Figueirense Tubarão Tubarão: Tubarão Hercílio Luz Brusque Chapecoense Metropolitano Criciúma Marcílio Dias JoinvilleLocalização da sede dos clubes no estado. \| | Capacidade: 5 000                  |
| | \| Florianópolis Florianópolis: Avaí Figueirense Tubarão Tubarão: Tubarão Hercílio Luz Brusque Chapecoense Metropolitano Criciúma Marcílio Dias JoinvilleLocalização da sede dos clubes no estado. \| | \| Florianópolis Florianópolis: Avaí Figueirense Tubarão Tubarão: Tubarão Hercílio Luz Brusque Chapecoense Metropolitano Criciúma Marcílio Dias JoinvilleLocalização da sede dos clubes no estado. \| |                                    |
| | Marcílio Dias | Metropolitano |                                    |
| Hercílio Luz | Complexo Esportivo Bernardo Werner | |                                    |
| Capacidade: 6 800 | Capacidade: 3 624 | |                                    |
| | | |                                    |
| Florianópolis Florianópolis: Avaí Figueirense Tubarão Tubarão: Tubarão Hercílio Luz Brusque Chapecoense Metropolitano Criciúma Marcílio Dias JoinvilleLocalização da sede dos clubes no estado. | | |                                    |

## Primeira fase
| Classificação | Classificação | Classificação | Classificação | Classificação | Classificação | Classificação | Classificação | Classificação | Classificação | Classificação | Classificação |
| Pos           | Equipes       | Pts           | J             | V             | E             | D             | GP            | GC            | SG            | %             |               |
| ------------- | ------------- | ------------- | ------------- | ------------- | ------------- | ------------- | ------------- | ------------- | ------------- | ------------- | ------------- |
| 1             | Avaí          | 39            | 18            | 12            | 3             | 3             | 34            | 7             | +27           | 72,2          |               |
| 2             | Chapecoense   | 32            | 18            | 9             | 5             | 4             | 25            | 20            | +5            | 59,3          |               |
| 3             | Figueirense   | 32            | 18            | 8             | 8             | 2             | 22            | 13            | +9            | 59,3          |               |
| 4             | Criciúma      | 27            | 18            | 8             | 3             | 7             | 15            | 15            | 0             | 50            |               |
| 5             | Marcílio Dias | 27            | 18            | 7             | 6             | 5             | 18            | 14            | +4            | 50            |               |
| 6             | Brusque       | 20            | 18            | 5             | 5             | 8             | 17            | 21            | –4            | 37            |               |
| 7             | Joinville     | 20            | 18            | 4             | 8             | 6             | 16            | 20            | –4            | 37            |               |
| 8             | Tubarão       | 17            | 18            | 4             | 5             | 9             | 16            | 24            | –8            | 31,5          |               |
| 9             | Metropolitano | 16            | 18            | 4             | 4             | 10            | 13            | 32            | –19           | 29,6          |               |
| 10            | Hercílio Luz  | 13            | 18            | 2             | 7             | 9             | 19            | 29            | –10           | 24,1          |               |

| Resultados    | Resultados | Resultados | Resultados | Resultados | Resultados | Resultados | Resultados | Resultados | Resultados | Resultados |
|               | AVA        | BRU        | CHA        | CRI        | FIG        | HER        | JOI        | MAR        | MET        | TUB        |
| ------------- | ---------- | ---------- | ---------- | ---------- | ---------- | ---------- | ---------- | ---------- | ---------- | ---------- |
| Avaí          | —          | 0–0        | 1–0        | 3–0        | 0–0        | 3–0        | 3–0        | 3–1        | 4–0        | 2–0        |
| Brusque       | 0–4        | —          | 2–3        | 0–0        | 1–2        | 1–0        | 1–1        | 1–0        | 6–1        | 1–0        |
| Chapecoense   | 1–2        | 2–0        | —          | 1–0        | 0–0        | 2–1        | 1–2        | 1–0        | 2–1        | 0–0        |
| Criciúma      | 0–2        | 0–1        | 0–1        | —          | 0–1        | 3–1        | 1–0        | 1–1        | 2–0        | 1–0        |
| Figueirense   | 1–0        | 2–0        | 3–3        | 1–1        | —          | 3–1        | '0–1       | 0–1        | 1–1        | 2–0        |
| Hercílio Luz  | 1–0        | 1–1        | 2–3        | 0–1        | 1–1        | —          | 0–0        | 0–2        | 4–0        | 1–1        |
| Joinville     | 1–1        | 1–0        | 1–2        | 2–1        | 2–2        | 1–1        | —          | 0–1        | 1–1        | 0–1        |
| Marcílio Dias | 1–0        | 1–1        | 2–0        | 1–2        | 0–0        | 2–2        | 1–1        | —          | 0–1        | 0–0        |
| Metropolitano | 0–3        | 2–1        | 0–0        | 0–1        | 0–1        | 3–1        | 0–0        | 1–2        | —          | 2–1        |
| Tubarão       | 1–3        | 1–0        | 3–3        | 0–1        | 1–2        | 2–2        | 3–2        | 0–2        | 2–0        | —          |

| \| \| \| \| \| Classificados às semifinais \| | Legenda: Vitória do mandante — Vitória do visitante — Empate Em negrito os jogos "clássicos". |
|                                               |                                                                                               |
|                                               | Classificados às semifinais                                                                   |

## Desempenho por rodada
Clubes que lideraram o campeonato ao final de cada rodada:
| Rodadas | Rodadas | Rodadas | Rodadas | Rodadas | Rodadas | Rodadas | Rodadas | Rodadas | Rodadas | Rodadas | Rodadas | Rodadas | Rodadas | Rodadas | Rodadas | Rodadas | Rodadas |
| ------- | ------- | ------- | ------- | ------- | ------- | ------- | ------- | ------- | ------- | ------- | ------- | ------- | ------- | ------- | ------- | ------- | ------- |
| 1       | 2       | 3       | 4       | 5       | 6       | 7       | 8       | 9       | 10      | 11      | 12      | 13      | 14      | 15      | 16      | 17      | 18      |
| AVA     | FIG     | FIG     | FIG     | FIG     | FIG     | FIG     | FIG     | FIG     | FIG     | AVA     | FIG     | FIG     | FIG     | AVA     | AVA     | AVA     | AVA     |

Clubes que ficaram na última posição do campeonato ao final de cada rodada:
| 1   | 2   | 3   | 4   | 5   | 6   | 7   | 8   | 9   | 10  | 11  | 12  | 13  | 14  | 15  | 16  | 17  | 18  |
| MET | MAR | TUB | TUB | TUB | TUB | TUB | TUB | TUB | MET | MET | MET | TUB | TUB | TUB | TUB | HER | HER |

## Fase final

### Esquema
|  | Semifinais  | Semifinais  | Semifinais  |             |      | Final | Final | Final |  |
|  |             |             |             |             |      |       |       |       |  |
|  | Avaí        | Avaí        | 1(4)        |             |      |       |       |       |  |
|  | Avaí        | Avaí        | 1(4)        |             |      |       |       |       |  |
|  | Criciúma    | Criciúma    | 1(2)        |             |      |       |       |       |  |
|  | Criciúma    | Criciúma    | 1(2)        |             | Avaí | Avaí  | 1(4)  |       |  |
|  |             |             |             |             | Avaí | Avaí  | 1(4)  |       |  |
|  |             |             | Chapecoense | Chapecoense | 1(2) |       |       |       |  |
|  | Chapecoense | Chapecoense | Chapecoense | Chapecoense | 1(2) | 1     |       |       |  |
|  | Chapecoense | Chapecoense |             |             |      |       |       |       |  |
|  | Figueirense | Figueirense | 0           |             |      |       |       |       |  |

### Semifinais
Semifinal 1
| 14 de abril | Avaí              | 1 – 1          | Criciúma        | Ressacada, Florianópolis                                     |
| 16:00       | Daniel Amorim 47' | Súmula Borderô | Léo Gamalho 50' | Público: 9 618 Renda: R$ 174.442,00 Árbitro: SC Rafael Traci |

|                                             |       | Penalidades                         |  |
| João Paulo Gegê Pedro Castro Igor Fernandes | 4 – 2 | Daniel Costa Vinícius Wesley Marlon |  |

Semifinal 2
| 14 de abril | Chapecoense  | 1 – 0          | Figueirense | Arena Condá, Chapecó                                                      |
| 16:00       | Everaldo 59' | Súmula Borderô |             | Público: 6 944 Renda: R$ 118.000,00 Árbitro: SC Rodrigo D'Alonso Ferreira |

### Final
Jogo único
| 21 de abril | Avaí           | 1 – 1 | Chapecoense | Ressacada, Florianópolis                                                  |
| 16:00       | Alex Silva 75' |       | 41' Régis   | Público: 15 876 Renda: R$ 439.555,00 Árbitro: SC Bráulio da Silva Machado |

|                                                    |       | Penalidades                                           |  |
| João Paulo Luan Pereira Pedro Castro Jones Carioca | 4 – 2 | Gustavo Campanharo Rafael Pereira Aylon Bruno Pacheco |  |

## Premiação
| Campeonato Catarinense de 2018 |
| ------------------------------ |
| Florianópolis                  |
| Avaí Campeão (17º título)      |

## Estatísticas

### Artilharia
| \| Gols \| Jogador[6] \| Time \| \| ---- \| -------------- \| ------------- \| \| 9 \| Daniel Amorim \| Avaí \| \| 7 \| Nathan \| Joinville \| \| 6 \| Getúlio \| Avaí \| \| 6 \| Hélio Paraíba \| Brusque \| \| 6 \| Júnior Pirambu \| Metropolitano \| \| 5 \| Daniel Costa \| Criciúma \| \| 5 \| João Paulo \| Avaí \| \| 5 \| Matheus Lucas \| Figueirense \| |                |               |
| Gols | Jogador        | Time          |
| 9 | Daniel Amorim  | Avaí          |
| 7 | Nathan         | Joinville     |
| 6 | Getúlio        | Avaí          |
| 6 | Hélio Paraíba  | Brusque       |
| 6 | Júnior Pirambu | Metropolitano |
| 5 | Daniel Costa   | Criciúma      |
| 5 | João Paulo     | Avaí          |
| 5 | Matheus Lucas  | Figueirense   |

## Maiores públicos
Estes são os dez maiores públicos do Campeonato. Considera-se apenas o público pagante:
| Nº | Público[PP] | Mandante      | Placar    | Visitante     | Estádio           | Data            | Rodada    |
| -- | ----------- | ------------- | --------- | ------------- | ----------------- | --------------- | --------- |
| 1  | 14 270      | Avaí          | 1(4)–(2)1 | Chapecoense   | Ressacada         | 21 de abril     | Final     |
| 2  | 13 108      | Avaí          | 0–0       | Figueirense   | Ressacada         | 17 de março     | 13º       |
| 3  | 11 671      | Figueirense   | 1–0       | Avaí          | Orlando Scarpelli | 27 de janeiro   | 4ª        |
| 4  | 8 465       | Avaí          | 1(4)–(2)1 | Criciúma      | Ressacada         | 14 de abril     | Semifinal |
| 5  | 6 060       | Chapecoense   | 0–0       | Figueirense   | Arena Condá       | 16 de fevereiro | 8ª        |
| 6  | 5 387       | Marcílio Dias | 2–0       | Chapecoense   | Hercílio Luz      | 24 de fevereiro | 10ª       |
| 7  | 5 274       | Chapecoense   | 0–0       | Figueirense   | Arena Condá       | 16 de fevereiro | 8ª        |
| 8  | 5 023       | Figueirense   | 0–1       | Joinville     | Orlando Scarpelli | 24 de março     | 15ª       |
| 9  | 4 936       | Chapecoense   | 1–0       | Marcílio Dias | Arena Condá       | 17 de janeiro   | 1ª        |
| 10 | 4 874       | Chapecoense   | 1–0       | Criciúma      | Arena Condá       | 23 de janeiro   | 3ª        |

## Menores públicos
Estes são os dez menores públicos do Campeonato. Considera-se apenas o público pagante:
| Nº | Público[PP] | Mandante      | Placar | Visitante     | Estádio                            | Data            | Rodada |
| -- | ----------- | ------------- | ------ | ------------- | ---------------------------------- | --------------- | ------ |
| 1  | 98          | Hercílio Luz  | 4–0    | Metropolitano | Aníbal Torres Costa                | 26 de janeiro   | 4ª     |
| 2  | 452         | Metropolitano | 2–1    | Tubarão       | Complexo Esportivo Bernardo Werner | 17 de fevereiro | 8ª     |
| 3  | 575         | Metropolitano | 2–1    | Brusque       | Complexo Esportivo Bernardo Werner | 7 de abril      | 18ª    |
| 4  | 577         | Metropolitano | 3–1    | Hercílio Luz  | Complexo Esportivo Bernardo Werner | 16 de março     | 13ª    |
| 5  | 580         | Hercílio Luz  | 0–2    | Marcílio Dias | Aníbal Torres Costa                | 17 de fevereiro | 8ª     |
| 6  | 587         | Hercílio Luz  | 1–1    | Brusque       | Aníbal Torres Costa                | 19 de janeiro   | 2ª     |
| 7  | 671         | Joinville     | 0–1    | Tubarão       | Arena Joinville                    | 7 de abril      | 18ª    |
| 8  | 751         | Metropolitano | 0–0    | Joinville     | Complexo Esportivo Bernardo Werner | 23 de janeiro   | 3ª     |
| 9  | 764         | Metropolitano | 0–3    | Avaí          | Complexo Esportivo Bernardo Werner | 22 de fevereiro | 15ª    |
| 10 | 767         | Brusque       | 1–0    | Hercílio Luz  | Augusto Bauer                      | 3 de março      | 11ª    |

## Média de público
Estas são as médias de público dos clubes no Campeonato. Considera-se apenas os jogos da equipe como mandante:
| Pos. | Time          | Média |
| ---- | ------------- | ----- |
| 1    | Avaí          | 5 888 |
| 2    | Figueirense   | 4 313 |
| 3    | Chapecoense   | 4 128 |
| 4    | Marcílio Dias | 3 702 |
| 5    | Criciúma      | 2 725 |
| 6    | Joinville     | 2 257 |
| 7    | Tubarão       | 1 877 |
| 8    | Brusque       | 1 458 |
| 9    | Hercílio Luz  | 990   |
| 10   | Metropolitano | 839   |

## Mudança de técnicos
| Clube         | Antecessor         | Motivo    | Data            | Última partida                  | Rod | Pos | Sucessor          | Ref.                 |
| ------------- | ------------------ | --------- | --------------- | ------------------------------- | --- | --- | ----------------- | -------------------- |
| Brusque       | Paulo Baier        | Demitido  | 25 de janeiro   | Brusque 1–2 Figueirense         | 3ª  | 7º  | Marcelo Caranhato | [ 8 ]                |
| Metropolitano | Marcelo Mabília    | Demitido  | 4 de fevereiro  | Metropolitano 1–2 Marcílio Dias | 6ª  | 9º  | Abel Ribeiro      | [ 9 ] [ 10 ]         |
| Tubarão       | Silas              | Demitido  | 4 de fevereiro  | Brusque 1–0 Tubarão             | 6ª  | 10º | Gilberto Pereira  | [ 11 ] [ 12 ] [ 13 ] |
| Hercílio Luz  | China Balbino      | Resignado | 17 de fevereiro | Hercílio Luz 0–2 Marcílio Dias  | 8ª  | 8º  | Oliveira Canindé  | [ 14 ] [ 15 ]        |
| Metropolitano | Abel Ribeiro       | Resignado | 21 de fevereiro | Brusque 6–1 Metropolitano       | 9ª  | 9º  | Isaque Pereira    | [ 16 ]               |
| Joinville     | Zé Teodoro         | Resignado | 5 de março      | Avaí 3–0 Joinville              | 11ª | 7º  | Felipe Surian     | [ 17 ] [ 18 ]        |
| Criciúma      | Doriva             | Demitido  | 5 de março      | Criciúma 1–1 Marcílio Dias      | 11ª | 6º  | Gilson Kleina     | [ 19 ] [ 20 ]        |
| Chapecoense   | Claudinei Oliveira | Demitido  | 17 de março     | Chapecoense 1–2 Joinville       | 13ª | 3º  | Ney Franco        | [ 21 ] [ 22 ]        |

## Transmissão
A NSC TV (afiliada da Rede Globo) detém todos os direitos de transmissão para a temporada de 2019 pela TV aberta.

### Jogos transmitidos pela NSC TV
- 2ª rodada - Joinville 1–1 Avaí - 20 de janeiro (Dom) - 17:00
- 4ª rodada - Figueirense 1–0 Avaí - 27 de janeiro (Dom) - 17:00
- 6ª rodada - Avaí 3–0 Criciúma - 3 de fevereiro (Dom) - 17:00
- 7ª rodada - Tubarão 1–3 Avaí - 10 de fevereiro (Dom) - 17:00
- 8ª rodada - Joinville 2–1 Criciúma - 17 de fevereiro (Dom) - 17:00
- 10ª rodada - Figueirense 1–1 Criciúma - 24 de fevereiro (Dom) - 17:00
- 9ª rodada - Marcílio Dias 0–0 Figueirense - 6 de março (Qua) - 21:30
- 12ª rodada - Criciúma 0–1 Chapecoense - 10 de março (Dom) - 16:00
- 13ª rodada - Avaí 0–0 Figueirense - 17 de março (Dom) - 16:00
- 14ª rodada - Avaí 3–1 Marcílio Dias - 20 de março (Qua) - 21:30
- 15ª rodada - Criciúma 0–2 Avaí - 24 de março (Dom) - 16:00
- 16ª rodada - Hercílio Luz 1–1 Figueirense - 31 de março (Dom) - 16:00
- 17ª rodada - Figueirense 3–3 Chapecoense - 3 de abril (Qua) - 21:30
- 18ª rodada - Figueirense 0–1 Marcílio Dias - 7 de abril (Dom) - 16:00
- Semifinal -  Chapecoense 1–0 Figueirense - 14 de abril (Dom) - 16:00
- Final - Avaí 1(4)–(2)1 Chapecoense - 21 de abril (Dom) - 16:00

### Transmissões por clubes
| Clube         | Total |
| ------------- | ----- |
| Avaí          | 8     |
| Figueirense   | 8     |
| Criciúma      | 5     |
| Chapecoense   | 4     |
| Marcílio Dias | 3     |
| Joinville     | 2     |
| Hercílio Luz  | 1     |
| Tubarão       | 1     |